# Pius Uhrig

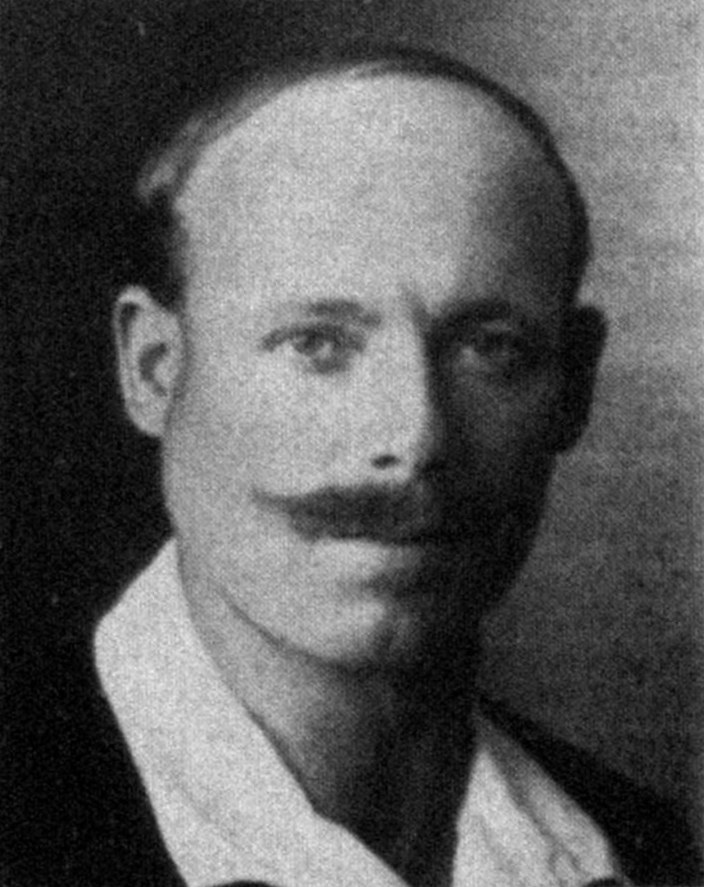
Uhrigs offizielles Reichstagsporträt, 1932

Pius Uhrig (* 3. Juli 1896 in Plittersdorf bei Rastatt; † 10. Januar 1973 ebenda) war ein deutscher Arbeiter, Landwirt und Politiker (KPD).

## Leben und Wirken
Pius Uhrig besuchte die Volksschule. Seinen Lebensunterhalt verdiente er erst als Arbeiter, später als Landwirt. Er diente von 1915 bis 1918 als Soldat im Ersten Weltkrieg. 1919 trat er in die Sozialdemokratische Partei Deutschlands (SPD) ein. 1922 wechselte Uhrig in die Kommunistische Partei Deutschlands (KPD). Im selben Jahr wurde er Gemeindeverordneter in Plittersdorf. Außerdem heiratete er zu dieser Zeit. 1923 wurde er Betriebsrat in der Waggonfabrik Rastatt. Uhrig gab in Rastatt die Rote Dorfzeitung sowie die Rote Sturmfahne, das Parteiblatt der KPD in Rastatt heraus.
1931 wurde er Vorsitzender des Reichsbauern- und Pächternbundes, der zeitweise 20.000 Mitglieder umfasste. Er war Mitinitiator des Bauernhilfsprogramms der KPD.
Im Juli 1932 zog Uhrig auf Reichswahlvorschlag seiner Partei in den Reichstag ein. Bei den Wahlen im November desselben Jahres wurde er als Kandidat für den Wahlkreis 31 (Württemberg) als Parlamentarier bestätigt und gehörte dem Reichstag in der Folge bis zum März 1933 an.
Nach der „Machtergreifung“ der Nationalsozialisten wurde Uhrig mehrfach in Konzentrationslagern und Zuchthäusern gefangen gehalten. Zwischen März 1933 und Januar 1934 befand er sich in „Schutzhaft“ im Bezirksgefängnis Bruchsal sowie im KZ Heuberg. Bis 1937 erwerbslos, fand er in diesem Jahr eine Beschäftigung beim Bau des Westwalls und kehrte im Juli 1937 zur Waggonfabrik Rastatt zurück. Im Zuge der „Aktion Gitter“ wurde Uhrig am 22. August 1944 erneut inhaftiert und bis zur Befreiung in den Konzentrationslagern Natzweiler im Elsass, Dachau und im KZ-Außenlager München-Allach an Stelle der heutigen Siedlung Ludwigsfeld festgehalten.
Nach dem Zweiten Weltkrieg wurde Pius Uhrig am 1. Juni 1945 von den Franzosen als Landrat des Landkreises Rastatt eingesetzt. Nach den Kommunalwahlen 1946, bei der die CDU die Mehrheit erhielt, wurde er nicht in diesem Amt bestätigt, blieb aber bis März 1947 im Amt. Danach wurde er Landrat im Landkreis Lahr, bis im April 1948 Viktor Huber von Gleichenstein vom badischen Innenminister in dieses Amt berufen wurde, das dieser neben seiner Funktion als Landrat des Landkreises Emmendingen ausführte.